# Sarocha Chankimha
Sarocha Chankimha (tiếng Thái: สโรชา จันทร์กิมฮะ; sinh ngày 8 tháng 8 năm 1998), có nghệ danh là Freen, là một diễn viên, người mẫu, ca sĩ người Thái Lan thuộc công ty IDOL FACTORY. Cô được biết đến nhiều nhất qua vai diễn "Khun Sam" trong bộ phim truyền hình Học Thuyết Màu Hồng (GAP The series) năm 2022. Freen là nhà sáng lập của hai thương hiệu NINETYTWO và Lightnight Candle đồng thời đang là Đại sứ thương hiệu Valentino

## Tiểu sử
Freen sinh ngày 8 tháng 8 năm 1998 tại Băng Cốc, Thái Lan và là con một trong một gia đình theo đạo Phật. Cô hiện là chủ sở hữu của hai doanh nghiệp có tên Lightnight Candles và NinetyTwo.
Cô tốt nghiệp trường La Salle (Băng Cốc) và Cao đẳng Nghệ thuật Truyền thông tại Đại học Rangsit với bằng cử nhân về Quan hệ công chúng và truyền thông doanh nghiệp.

## Sự nghiệp
Freen là thí sinh Miss Teen Thailand 2016, cô lọt top 15 thí sinh được vào vòng chung kết. Freen có mơ ước trở thành người dẫn chương trình vì nhờ vậy mà cô có thể tự tin là chính mình và thể hiện tài ăn nói của bản thân.
Freen bắt đầu sự nghiệp diễn xuất vào năm 2021 với bộ phim hài - lãng mạng So Fit trong vai Bing. Cùng năm đó, Freen trở thành một trong những nghệ sĩ trực thuộc công ty IDOLFACTORY.
Năm 2022, Freen góp mặt trong bộ phim BL Secret Crush on You với vai diễn Kongkwan. Cô đảm nhiệm vai nữ chính, Khun Sam trong GL Học Thuyết Màu Hồng (GAP The series) đã khiến cái tên của cô được chú ý khắp Châu Á và nhận được nhiều giải thưởng, bộ phim đã vượt hơn 800 triệu lượt xem trên Youtube.
Năm 2024, Freen trở thành một trong những nghệ sĩ trực thuộc công ty The Venture Management. Freen tiếp tục đảm nhận vai chính trong phim điện ảnh đề tài Khoa học viễn tưởng Uranus 2324, phim kinh dị hài Rider, phim truyền hình cổ trang The Loyal Pin (Trâm Cài Tóc Hoàng Gia) và phim Cranium thuộc thể loại trinh thám dự kiến phát hành vào năm 2026.
Freen tham gia Liên hoan phim Cannes lần thứ 77 vào tháng 5 năm 2024 và là một trong những người được vinh danh trong hạng mục "Phụ nữ trong điện ảnh" do The Red Sea International Fim Festival và Variety (tạp chí) đồng tổ chức
Tháng 1 năm 2025, Freen được bổ nhiệm là Đại sứ thương hiệu Valentino.

## Đời tư
Freen có một chú cún cưng thuộc giống Chó Dachshund tên là Fluffy.

## Danh sách phim

### Phim điện ảnh
| Năm  | Tựa        | Vai | Vai trò  | Hãng            | Phát hành   | Nguồn |
| ---- | ---------- | --- | -------- | --------------- | ----------- | ----- |
| 2024 | Uranus2324 | Lin | Nữ chính | Velcurve Studio | 4 tháng 7   | [ 6 ] |
| 2024 | Rider      | Pai | Nữ chính | Sahamongkol     | 10 tháng 12 | [ 7 ] |

### Phim truyền hình
| Năm  | Tựa                             | Vai                           | Vai trò   | Đài          | Nguồn  |
| ---- | ------------------------------- | ----------------------------- | --------- | ------------ | ------ |
| 2021 | So Fit                          | Bing                          | Nữ chính  | Bugaboo      | [ 8 ]  |
| 2022 | Secret Crush On You             | Kongkwan                      | Nữ phụ    | Channel 3    | [ 9 ]  |
| 2022 | GAP The series                  | Sam - Samanan Anantrakul      | Nữ chính  | Channel 3    | [ 10 ] |
| 2023 | The Sign                        | Wansarat                      | Khách mời | Channel 3    | [ 11 ] |
| 2024 | The Loyal Pin                   | Lady Pin (Pilanthita Kasidit) | Nữ chính  | Workpoint TV | [ 12 ] |
| 2024 | Duangjai Taewaprom: Porncheewan | Jane                          | Khách mời | Channel 3    |        |
| 2026 | Cranium                         | Dr. Pinya Thananon            | Nữ chính  | Workpoint TV | [ 13 ] |
| TBA  | 4elements: The Air              | Vayo Watinwanich              | Nữ chính  | Channel 7    | [ 14 ] |

### Video âm nhạc
| Năm  | Tựa đề                     | Tựa đề tiếng Anh | Ca sĩ                                                                               | Ghi chú            |
| ---- | -------------------------- | ---------------- | ----------------------------------------------------------------------------------- | ------------------ |
| 2017 | ก่อนฤดูฝน                    | Before rain      | The Toys                                                                            |                    |
| 2018 | Goodbye                    | Goodbye          | สิงโต นำโชค                                                                          |                    |
| 2022 | ทฤษฎีรักนี้สีชมพู                | Pink theory      | Sarocha Chankimha x Rebecca Patricia Armstrong                                      | OST GAP The series |
| 2023 | Marry Me                   | Marry Me         | Sarocha Chankimha x Rebecca Patricia Armstrong                                      | OST GAP The series |
| 2023 | ผิดที่ฉันกอดเธอไม่แน่นพอ         | BALLOON          | Playground ft. Reinizra                                                             |                    |
| 2023 | เรารักแม่                    |                  | IDOLFACTORY Artists                                                                 |                    |
| 2023 | No More Blues              | No More Blues    | Sarocha Chankimha x Rebecca Patricia Armstrong                                      | OST GAP The series |
| 2024 | ติดฝน                       | Rain             | Sarocha Chankimha x Kunlamas Limpawutwaranon                                        | Cover              |
| 2024 | มองหน้ากันไม่ติด               | Awkward          | Oat Pramote ft. Maiyarap                                                            |                    |
| 2024 | ชีวี                         | Cheevee          | Sarocha Chankimha x Rebecca Patricia Armstrong                                      | OST The Loyal Pin  |
| 2025 | ละลาย                      | Four-mod         | Sarocha Chankimha x Rebecca Patricia Armstrong                                      | Cover              |
| 2025 | ยังเป็นดอกไม้ของเธอ...หรือเปล่า | Flower           | Sarocha Chankimha                                                                   | Cover              |
| 2025 | Me Too                     | Me Too           | Sarocha Chankimha x Kunyaphat Na Nakorn x Natthaphat Tantisathianchai x Justin Moir | Cover              |

### TV và chương trình
| Năm  | Tựa đề          | Vai trò   | Đài          | Ghi chú                |
| ---- | --------------- | --------- | ------------ | ---------------------- |
| 2022 | คู่มันส์ Funday     | Khách mời | True Visions |                        |
| 2023 | SosatSeoulsay   | Khách mời | Youtube      | Tập 165, 172, 178, 197 |
| 2023 | Khun Phra Chuay | Khách mời | Workpoint    |                        |
| 2023 | คู่มันส์ Funday     | Khách mời | True Visions |                        |
| 2023 | SupTar Par Ruay | Khách mời | Thairath TV  | Tập 84                 |
| 2023 | Song Story      | Khách mời | Youtube      | Tập 4                  |

## Danh sách đĩa nhạc
| Năm  | Tựa đề        | Tựa đề tiếng Anh      | Ghi chú            |
| ---- | ------------- | --------------------- | ------------------ |
| 2022 | ทฤษฎีรักนี้สีชมพู   | Pink theory           | OST GAP The series |
| 2022 | Whisper       | Whisper               | OST GAP The series |
| 2023 | คำสั่งจากหัวใจ   | Orders from the heart | OST GAP The series |
| 2023 | No More Blues | No More Blues         | OST GAP The series |
| 2023 | Marry Me      | Marry Me              | OST GAP The series |
| 2024 | ชีวี            | Cheevee               | OST The Loyal Pin  |
| 2025 | GIRLFREEN     | GIRLFREEN             |                    |

## Fanmeeting

### Thái Lan
| Năm  | Chương trình                                                  | Ngày        | Địa điểm                             |
| ---- | ------------------------------------------------------------- | ----------- | ------------------------------------ |
| 2023 | GAP: The Debutante                                            | 10 tháng 2  | Siam Pavalai 6F, Siam Paragon        |
| 2023 | FreenBecky Fabulous FanBoom                                   | 26 tháng 3  | Thunder Dome, Muang Thong Thani      |
| 2023 | SAROCHA SOLO STAGE BIRTHDAY FAN MEETING                       | 13 tháng 8  | Indoor Stadium Huamark               |
| 2023 | SAROCHA SOLO STAGE BIRTHDAY FAN MEETING                       | 14 tháng 8  | Indoor Stadium Huamark               |
| 2024 | Uranus2324 Fancon                                             | 6 tháng 7   | MCC Hall The Mall Ngamwongwan        |
| 2024 | Uranus2324 Fancon                                             | 7 tháng 7   | MCC Hall The Mall Ngamwongwan        |
| 2024 | SAROCHA SOLO STAGE BIRTHDAY FAN MEETING: THE FREENAIRY ORACLE | 17 tháng 8  | Thunder Dome, Muang Thong Thani      |
| 2024 | The Loyal Pin Lantern Night                                   | 13 tháng 10 | MCC Hall The Mall LifeStore Bangkhae |
| 2024 | The Loyal Pin Final Episode                                   | 17 tháng 11 | Siam Pavalai Royal Grand Theatre     |
| 2024 | Rider : Girlfreen Screening                                   | 22 tháng 12 | Siam Pavalai Theatre, Siam Paragon   |
| 2025 | IDOLFACTORY PROJECT LINE UP 2025                              | 12 tháng 1  | Siam Pavalai Royal Grand Theatre     |
| 2025 | "Love Overload" Freenbecky 1st Fanmeeting                     | 30 tháng 3  | Idea Live, Bravo BKK                 |
| 2025 | Gap Reunion Final Episode                                     | 20 tháng 4  | Siam Pavalai Theatre, Siam Paragon   |
| 2025 | 4 Elements : The Global Phenomenon of Girl Love               | 25 tháng 4  | River Park at Iconsiam               |

### Quốc tế
| Năm  | Chương trình                                   | Ngày        | Thành phố         | Quốc gia    | Địa điểm                                        |
| ---- | ---------------------------------------------- | ----------- | ----------------- | ----------- | ----------------------------------------------- |
| 2023 | GAP: The Debutante                             | 12 tháng 2  | Manila            | Philippines | Skydome, SM North Edsa                          |
| 2023 | FreenBecky Fabulous FanBoom                    | 9 tháng 4   | Ma Cao            | Trung Quốc  | Broadway Theatre, Broadway Macau                |
| 2023 | FreenBecky Fabulous FanBoom                    | 21 tháng 4  | Cebu              | Philippines | Waterfront Cebu City Hotel & Casino,            |
| 2023 | FreenBecky Fabulous FanBoom                    | 23 tháng 4  | Manila            | Philippines | New Frontier Theater                            |
| 2023 | AROMAGICARE FREENBECKY GRAND MEETING           | 4 tháng 7   | Manila            | Philippines | Smart Araneta Coliseum                          |
| 2023 | FreenBecky Fabulous FanBoom                    | 22 tháng 7  | Hồng Kông         | Trung Quốc  | AsiaWorld-Expo Runway 11                        |
| 2023 | FreenBecky Fabulous FanBoom                    | 30 tháng 7  | Ma Cao            | Trung Quốc  | Broadway Theatre                                |
| 2023 | Freen-Becky Fan Meeting In Japan               | 7 tháng 10  | Chiba             | Nhật Bản    | Ichikawa City Cultural Hall                     |
| 2023 | FreenBecky 1st Fan Meeting in Teipei           | 25 tháng 11 | Đài Bắc           | Đài Loan    | NTU Sports Center                               |
| 2024 | FreenBecky 1st Fan Meeting in Singapore        | 12 tháng 1  | Capitol Singapore | Singapore   | Capitol Theatre                                 |
| 2024 | FreenBecky 1st Fan Meeting in Vietnam          | 30 tháng 3  | Hồ Chí Minh       | Việt Nam    | Nhà hát Bến Thành                               |
| 2024 | FreenBecky 2024 Fan Meeting                    | 27 tháng 4  | Manila            | Philippines | New Frontier Theatre                            |
| 2024 | The Loyal Pin Final Episode                    | 23 tháng 11 | Ma Cao            | Trung Quốc  | The Venetian L3 Ballroom                        |
| 2025 | The Royal Coronation : FreenBecky Fan Meeting  | 9 tháng 2   | Manila            | Philippines | New Frontier Theater                            |
| 2025 | Idol Factory Girl's Day                        | 2 tháng 3   | Saitama           | Nhật Bản    | Sonic City Large Wall                           |
| 2025 | Idol Factory Girl's Day                        | 3 tháng 3   | Osaka             | Nhật Bản    | Osaka International house foundation large hall |
| 2025 | FreenBecky Real Bond                           | 15 tháng 3  | Ma Cao            | Trung Quốc  | Lisboata Macau H853 Entertainment Place         |
| 2025 | FreenBecky : Unbreakable Connection in Vietnam | 21 tháng 6  | Hồ Chí Minh       | Việt Nam    | Nhà hát Hòa Bình                                |
| 2025 | FreenBecky : Love Aboard in Tapei              | 29 tháng 6  | Đài Bắc           | Đài Loan    | Legacy Tera Taipel                              |

## Giải thưởng và đề cử
| Năm  | Giải thưởng                                     | Hạng mục                                                                | Kết quả    | Nguồn  |
| ---- | ----------------------------------------------- | ----------------------------------------------------------------------- | ---------- | ------ |
| 2016 | Miss Teen Thailand                              | Beautiful and healthy body position.                                    | 15th place |        |
| 2023 | TPOP STAGE                                      | OST. of the week (Pink Theory)                                          | Thắng      |        |
| 2023 | TPOP STAGE                                      | OST. of the week (Whisper)                                              | Thắng      |        |
| 2023 | Mellow POP TOP VIRAL                            | TOP VIRAL IDOL CHART March 2023                                         | Thắng      |        |
| 2023 | KAZZ AWARDS 2023                                | Sao Wai Sai Award 2022 (3rd place)                                      | Thắng      | [ 15 ] |
| 2023 | KAZZ AWARDS 2023                                | Series Of The Year (Gap The Series)                                     | Thắng      | [ 15 ] |
| 2023 | KAZZ AWARDS 2023                                | Couple Of The Year (Freen - Becky)                                      | Thắng      | [ 15 ] |
| 2023 | KAZZ AWARDS 2023                                | Popular Female Teenage Award                                            | Thắng      | [ 15 ] |
| 2023 | Nine Entertain Awards 2023                      | People's Choice Award (Freen - Becky)                                   | Thắng      | [ 16 ] |
| 2023 | MAYA TV AWARDS 2023                             | OST Of The Year (Pink Theory)                                           | Đề cử      |        |
| 2023 | MAYA TV AWARDS 2023                             | Series Of The Year (Gap The Series)                                     | Đề cử      |        |
| 2023 | MAYA TV AWARDS 2023                             | Female Rising Star of the Year                                          | Thắng      | [ 17 ] |
| 2023 | MAYA TV AWARDS 2023                             | Couple Of The Year (Freen - Becky)                                      | Thắng      | [ 17 ] |
| 2023 | SEC Awards 2023                                 | Favorite Couple in Series ( Freen - Becky)                              | Thắng      | [ 18 ] |
| 2023 | SEC Awards 2023                                 | Best Asian Series (Gap The Series)                                      | Thắng      | [ 18 ] |
| 2023 | FEED Y Capital Awards 2023                      | Popular Series (Gap The Series)                                         | Thắng      | [ 19 ] |
| 2023 | FEED Y Capital Awards 2023                      | Popular Couple (Freen - Becky)                                          | Thắng      | [ 19 ] |
| 2023 | HOWE Awards 2023                                | HOWE Hottest Series Awards 2023 (Gap The Series)                        | Thắng      | [ 20 ] |
| 2023 | HOWE Awards 2023                                | HOWE The Best Couple Awards 2023 (Freen - Becky)                        | Thắng      | [ 20 ] |
| 2023 | BreakTudo Awards 2023                           | Shipp de Ficção (Mon - Sam)                                             | Thắng      |        |
| 2023 | Superstar Maya Awards 2023                      | Superstar Maya Idol Female                                              | Thắng      |        |
| 2023 | Superstar Maya Awards 2023                      | Superstar Maya Idol Couple (Freen - Becky)                              | Đề cử      |        |
| 2023 | Y Universe Awards 2023                          | The Best Series OST (Pink Theory)                                       | Thắng      |        |
| 2023 | Y Universe Awards 2023                          | The Best Couple Awards 2023 (Freen - Becky)                             | Thắng      |        |
| 2023 | Y Universe Awards 2023                          | The Best Y Series (Gap The Series)                                      | Đề cử      |        |
| 2023 | Y Universe Awards 2023                          | Y Iconic Star                                                           | Đề cử      |        |
| 2023 | GQ Thailand Men of The Year 2023                | Nation's Trending Stars                                                 | Thắng      |        |
| 2024 | Sanook Top of the Year Awards 2023              | The Best Couple Awards (Freen - Becky)                                  | Thắng      |        |
| 2024 | Sanook Top of the Year Awards 2023              | Female Rising Star                                                      | Thắng      |        |
| 2024 | Sanook Top of the Year Awards 2023              | The Best Series (Gap The Series)                                        | Thắng      |        |
| 2024 | Japan Expo Thailand Award 2024                  | Japan Expo Actors Award                                                 | Thắng      |        |
| 2024 | BIC Seven Awards 2024 (Brazil)                  | LGBTQ+ Spotlight (Freen - Becky)                                        | Thắng      |        |
| 2024 | Kazz Awards 2024                                | Popular Vote                                                            | Thắng      |        |
| 2024 | Kazz Awards 2024                                | Couple Of The Year (Freen - Becky)                                      | Thắng      |        |
| 2024 | 20th Kom Chad Luek Awards                       | Best Couple of the Year (Freen - Becky)                                 | Thắng      |        |
| 2024 | 20th Kom Chad Luek Awards                       | Most Popular Actress                                                    | Thắng      |        |
| 2024 | 11th Thailand Social Awards                     | Best Creator Performance on Social Media (Actor & Actress)              | Đề cử      |        |
| 2024 | 11th Thailand Social Awards                     | Best Content Performance on Social Media (Thai Series) (Gap The Series) | Đề cử      |        |
| 2024 | Women in Cinema                                 | One of six honorees for the year 2024                                   | Thắng      |        |
| 2024 | Nine Entertain Awards 2024                      | Couple Of The Year (Freen - Becky)                                      | Thắng      |        |
| 2024 | Nine Entertain Awards 2024                      | People's Choice                                                         | Đề cử      |        |
| 2024 | Mint Awards 2024                                | Best Cover of the Year                                                  | Thắng      |        |
| 2024 | Mint Awards 2024                                | Best Digital Cover of the Year (Freen - Becky)                          | Thắng      |        |
| 2024 | FEED Y Capital Awards 2024                      | Most Popular Couple (Freen - Becky)                                     | Thắng      |        |
| 2024 | Maya TV Awards 2024                             | Charming Female Of The Year                                             | Đề cử      |        |
| 2024 | Maya TV Awards 2024                             | Couple Of The Year (Freen - Becky)                                      | Thắng      |        |
| 2024 | Maya TV Awards 2024                             | Popular Vote                                                            | Thắng      |        |
| 2024 | Howe Awards 2024                                | Popular Awards                                                          | Đề cử      |        |
| 2024 | TPOP STAGE                                      | OST of the Week (Cheever)                                               | Thắng      |        |
| 2024 | BreakTudo Awards 2024                           | Fandom Internacional do Ano (Freen - Becky)                             | Thắng      |        |
| 2024 | BreakTudo Awards 2024                           | Shipp de Ficção (AnilPin: The Loyal Pin)                                | Thắng      |        |
| 2024 | Dailynews Awards 2024                           | Couple of the Year (Freen - Becky)                                      | Thắng      |        |
| 2024 | Y Entertain Awards 2024                         | Princess of Girls' Love                                                 | Đề cử      |        |
| 2024 | Y Entertain Awards 2024                         | Y Couple of the Year (Freen - Becky)                                    | Thắng      |        |
| 2024 | Y Entertain Awards 2024                         | Best GL Series of the Year (The Loyal Pin)                              | Đề cử      |        |
| 2024 | Y Entertain Awards 2024                         | Leading Girls’ Love Star of the Year                                    | Đề cử      |        |
| 2024 | Y Entertain Awards 2024                         | Best Scene of the Year (The Loyal Pin)                                  | Thắng      |        |
| 2025 | Sanook Top of the Year Awards 2025              | Most Popular Series of the Year (The Loyal Pin)                         | Thắng      | [ 21 ] |
| 2025 | Sanook Top of the Year Awards 2025              | Best Couple of the year (Freen - Becky)                                 | Thắng      | [ 22 ] |
| 2025 | HUB Awards 2024                                 | Series of The Year                                                      | Thắng      | [ 23 ] |
| 2025 | HUB Awards 2024                                 | Couple of The Year (Freen - Becky)                                      | Thắng      | [ 24 ] |
| 2025 | HUB Awards 2024                                 | Chemistry of The Year (Freen - Becky)                                   | Thắng      | [ 25 ] |
| 2025 | HUB Awards 2024                                 | Actress of The Year                                                     | Thắng      | [ 26 ] |
| 2025 | HUB Awards 2024                                 | Main Couple of The Year (Freen - Becky)                                 | Thắng      | [ 27 ] |
| 2025 | HUB Awards 2024                                 | Kiss Scene of The Year                                                  | Thắng      | [ 28 ] |
| 2025 | HUB Awards 2024                                 | Dramatic Scene of The Year                                              | Thắng      | [ 29 ] |
| 2025 | HUB Awards 2024                                 | Opening of The Year                                                     | Thắng      | [ 30 ] |
| 2025 | HUB Awards 2024                                 | Best Production of The Year                                             | Thắng      | [ 31 ] |
| 2025 | 13th Thailand Social Awards                     | Best Creator Performance on Social Media - (Actor & Actress)            | 2th place  |        |
| 2025 | 13th Thailand Social Awards                     | Best Content Performance on Social Media - (Series) (The Loyal Pin)     | Thắng      |        |
| 2025 | 13th Thailand Social Awards                     | Best Creator Performance on Social Media - (Movie) (Uranus 2324)        | 2th place  |        |
| 2025 | Thailand Box Office Movies & Series Awards 2024 | Best Couple of the Year (Freen - Becky)                                 | Đề cử      |        |
| 2025 | Thailand Box Office Movies & Series Awards 2024 | Actress Series of The Year (The Loyal Pin)                              | Đề cử      |        |
| 2025 | Thailand Box Office Movies & Series Awards 2024 | Series of The Year (GL) (The Loyal Pin)                                 | Đề cử      |        |
| 2025 | Thailand Box Office Movies & Series Awards 2024 | Movies of The Year (Uranus 2324)                                        | Đề cử      |        |
| 2025 | Thailand Box Office Movies & Series Awards 2024 | Actress Movie of The Year (Uranus 2324)                                 | Đề cử      |        |
| 2025 | MELLOW POP                                      | Best Couple of The Month 2024 (Freen - Becky)                           | Thắng      |        |
| 2025 | Zoomdara Awards 2025                            | The Hottest Couple of The Year [Female] (Freen - Becky)                 | Đề cử      |        |
| 2025 | Madame Mount Awards 2025                        | Couple of the Year (Freen - Becky)                                      | Đề cử      |        |